# Agatha Christies Hjerson
Agatha Christies Hjerson ist eine deutsch-schwedische Fernsehserie um den von Agatha Christie erdachten exzentrischen Mordermittler Sven Hjerson. Die Reihe ist eine Metaadaption der Figur Sven Hjerson, verlagert in die heutige Zeit.
Sven Hjerson ist der fiktionale Detektiv der fiktionalen Schriftstellerin Ariadne Oliver, einer Freundin des berühmten Meisterdetektivs Hercule Poirot (der daher auch in ihren Büchern vorkommt), die alle von Agatha Christie geschaffen wurden. Ariadne Oliver ist eine Krimiautorin, die in mehreren Büchern auftaucht und laut Christie eine gewisse Ähnlichkeit mit ihr selbst aufweist. Ariadne hat mit Sven Hjerson ihren eigenen Meisterdetektiv, mit Vorlieben für Rohkost, Eisbaden und das Lösen von Mordfällen.
Agatha Christies Hjerson ist eine Co-Produktion von CMore, TV4 und dem ZDF. Die Erstausstrahlung erfolgte ab dem 16. August 2021 auf CMore, ab dem 24. August 2021 auf TV4 und ab dem 30. Januar 2022 beim ZDF.

## Handlung
Die Fernsehproduzentin Klara bemüht sich darum, den ehemaligen Polizisten Sven Hjerson für eine Sendereihe zu gewinnen. In der Folge klären beide zusammen Mordfälle auf. In der Rahmenhandlung kommt Hjerson dem Geheimnis seiner eigenen Herkunft auf die Spur.

## Rollen und Darsteller
| Rolle                   | Schauspieler             |
| ----------------------- | ------------------------ |
| Sven Hjerson            | Johan Rheborg            |
| Sven Hjerson (als Kind) | Sam Herrgård             |
| Klara Sandberg          | Hanna Alström            |
| Majvor Lundqvist        | Maria Lundqvist          |
| Niklas                  | David Fukamachi Regnfors |
| Oscar                   | Björn Andrésen           |
| Frank                   | Peter Kanerva            |
| Olivia                  | Maja Söderström          |

## Erstausstrahlung in Deutschland
| Folge | Deutsche Erstausstrahlung | Zuschauerzahlen | Zuschauerzahlen | Quoten | Quoten  |
| Folge | Deutsche Erstausstrahlung | gesamt          | 14-49j.         | gesamt | 14-49j. |
| ----- | ------------------------- | --------------- | --------------- | ------ | ------- |
| 1x01  | 30. Januar 2022           | 2,32 Mio.       | 0,20 Mio.       | 11,1 % | 3,6 %   |
| 1x02  | 6. Februar 2022           | 2,40 Mio.       | 0,13 Mio.       | 13,3 % | 2,9 %   |
| 1x03  | 13. Februar 2022          | 2,00 Mio.       | 0,16 Mio.       | 10,5 % | 3,0 %   |
| 1x04  | 20. Februar 2022          | 1,85 Mio.       | 0,22 Mio.       | 9,9 %  | 4,8 %   |